# Pandemia de COVID-19 en Islas Vírgenes Británicas
Se confirmó que la pandemia de COVID-19 había llegado a las Islas Vírgenes Británicas, territorio de ultramar británico el 25 de marzo de 2020, cuándo registró sus dos primeros casos de COVID-19. 
Hasta el 19 de diciembre de 2020, se han confirmado 86 casos, de los cuales 1 a fallecido y 74 se han recuperado. 

## Fondo
En diciembre de 2019 se identificó un nuevo coronavirus que causó una enfermedad respiratoria en la ciudad de Wuhan, provincia de Hubei, China, y se informó a la Organización Mundial de la Salud (OMS) el 31 de diciembre de 2019, que confirmó su preocupación el 12 de enero de 2020. La OMS declaró el brote de una Emergencia de Salud Pública de Importancia Internacional el 30 de enero y una pandemia el 11 de marzo.
La tasa de letalidad de COVID-19  es mucho menor que la del SARS, una enfermedad relacionada que surgió en 2002, pero su transmisión ha sido significativamente mayor, lo que ha provocado un número total de muertes mucho mayor.

## Cronología

### Marzo 2020
El 25 de marzo, las Islas Vírgenes Británicas confirmaron sus dos primeros casos de COVID-19. Uno de los pacientes era un varón de 56 años residente que viajó desde Europa el 15 de marzo y el otro paciente era un varón de 32 años residente que viajó recientemente desde la ciudad de Nueva York, Estados Unidos y entró en contacto con una persona que había dado positivo para el COVID-19 el 8 de marzo. 

### Abril 2020
El 9 de abril, se anunció un cierre en todo el Territorio.
El 18 de abril, se confirmó la primera muerte por COVID-19 en el territorio. 
El 27 de abril, el ministro de Salud Carvin Malone anunció que la isla compraría suministros médicos de fuentes no estadounidenses después de que la Aduana de los Estados Unidos confiscara suministros médicos COVID-19 por valor de 12.000 dólares. El envío había sido liberado el 16 de abril. 
El 19 de abril, el bloqueo de 24 horas en todo el Territorio se extiende por siete días más. 
El 30 de abril, el Gobierno anunció un plan de cupones para proporcionar alimentos a las familias necesitadas.

### Mayo 2020
Según se informa, la OMS clasificó que las Islas Vírgenes Británicas ha tenido infecciones esporádicas el 7 de mayo. 

### Julio 2020
El 30 de julio, el Gobierno emitió una nueva orden de toque de queda del 25 de julio hasta el 13 de agosto. El toque de queda es de medianoche a las 6:00.

### Agosto 2020
El 3 de agosto, el Gobierno emitió una directiva que permitía a los titulares de permisos de trabajo y permisos de trabajo que eximen a las personas de regresar al Territorio indefinidamente. 
El 14 de agosto, el Gobierno puso fin al toque de queda que había existido durante cinco meses. 
El 21 de agosto se diagnosticaron otros nuevos casos, lo que llevó al Gobierno a reimponer las restricciones al toque de queda. El aumento de las infecciones fue culpado por el Gobierno a las personas que volvió a entrar en el Territorio ilegalmente desde las vecinas Islas Vírgenes estadounidenses para evadir las restricciones obligatorias de cuarentena.
El 25 de agosto se diagnosticaron otros casos nuevos y el Gobierno volvió a crear un bloqueo en el Territorio. 

### Septiembre 2020
Las Islas Vírgenes Británicas impusieron el toque de queda diario 1301-0500 del 2 al 16 de septiembre. Solo los trabajadores de los servicios esenciales y críticos están exentos del toque de queda. El toque de queda se amplió hasta el 1 de octubre e incluyó una prohibición de que los barcos entraran o salgan del territorio sin permiso. Los casos confirmados se encontraban en 71.

### Octubre 2020
Como no se habían notificado nuevos casos y no había casos activos, las empresas pueden reabrir, incluidos los bares, sin embargo, el toque de queda de medianoche a 5 de la mañana continuaría hasta el 22 de octubre. 